# Jean-Marc Dupraz
Jean-Marc Dupraz (Vénissieux, 21 aprile 1973) è un ex cestista e allenatore di pallacanestro francese.

## Palmarès

### Giocatore
- Campionato francese: 1

CSP Limoges: 1992-93
- Coppa dei Campioni: 1

CSP Limoges: 1992-93

### Allenatore
- Campionato francese: 1

Limoges CSP: 2013-14